# François Gaspard Balthazar Adam
François Gaspard Balthazar Adam (Nancy, 23 maggio 1710 – Parigi, 18 agosto 1761) è stato uno scultore francese.

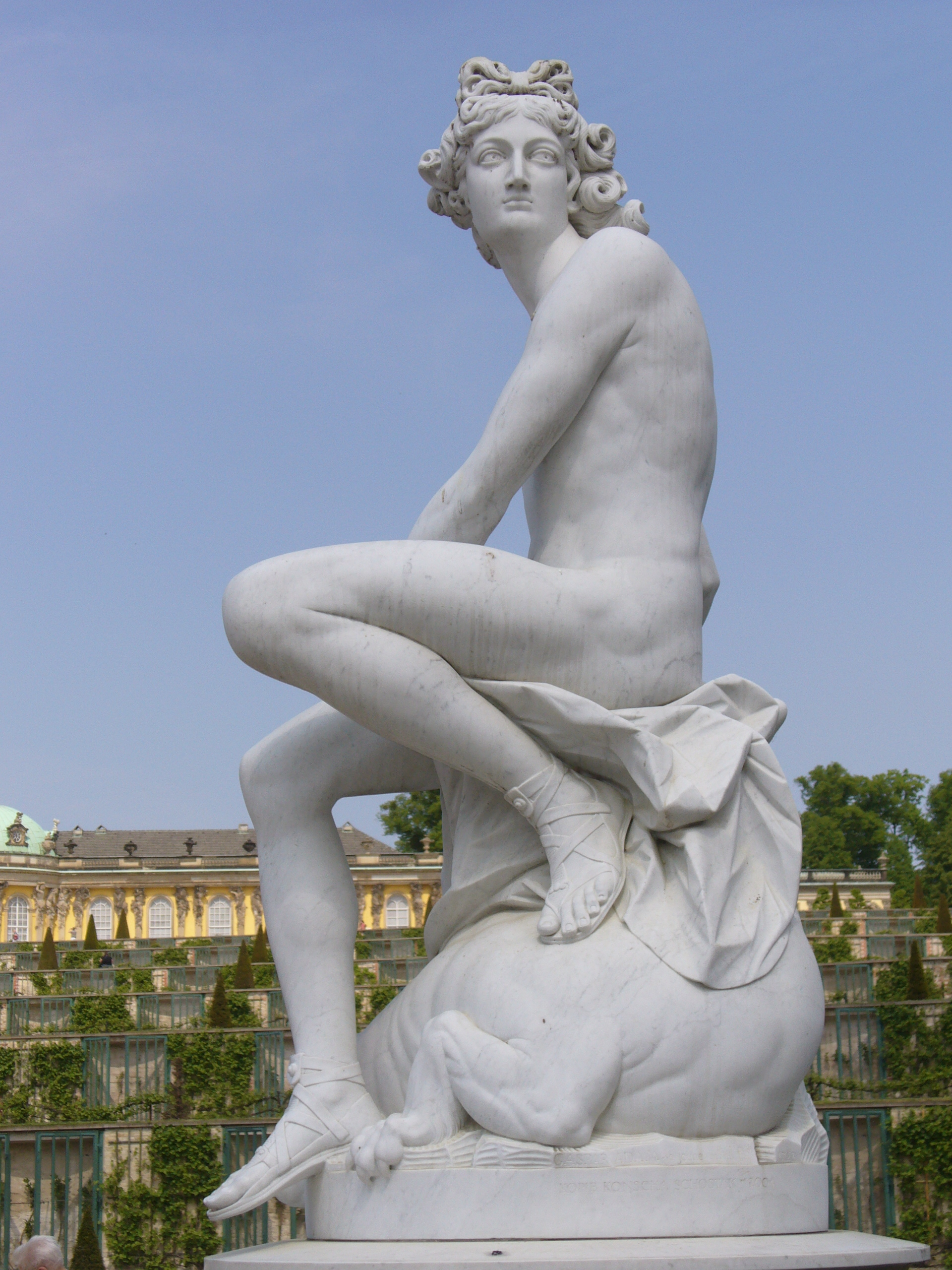
Apollo (copia), 1752

Componente più giovane della famiglia di scultori, con a capo il padre Jacob-Sigisbert, era fratello di Lambert-Sigisbert e di Nicolas-Sébastien. Dal 1730 al 1733 fu a Roma e di nuovo dal 1742 al 1746 per studiare all'Accademia di Francia a Roma; successivamente soggiornò a lungo in Prussia, dove realizzò, per la città di Potsdam e soprattutto per il parco di Sans-Souci, statue eleganti e mitologiche per il re di Prussia Federico II il Grande, le quali influenzarono gli scultori tedeschi e austriaci della seconda metà del diciottesimo secolo.

## Biografia
François Gaspard (il cui nome veniva italianizzato in passato come Francesco Gaspare), il più giovane dei tre fratelli scultori Adam, imparò la scultura grazie a suo padre Jacob-Sigisbert. Nel 1728 partì alla volta di Roma per aiutare suo fratello Lambert-Sigisbert nel restauro dei marmi del cardinale de Polignac. Tornato a Parigi nel 1733, François Gaspard lavorò nella bottega di suo fratello, e probabilmente lo aiutò nella realizzazione del Trionfo di Nettuno e Anfitrite e dei gruppi della Caccia e della Pesca. Egli partecipò ai concorsi organizzati dall'Accademia reale di pittura e di scultura dal 1734 al 1741. Vincendo il concorso del 1741, venne nominato pensionario dell'Accademia di Francia a Roma il 12 giugno del 1742, e fece un secondo soggiorno romano dal 1742 al 1746.

### Carriera al servizio di Federico II di Prussia

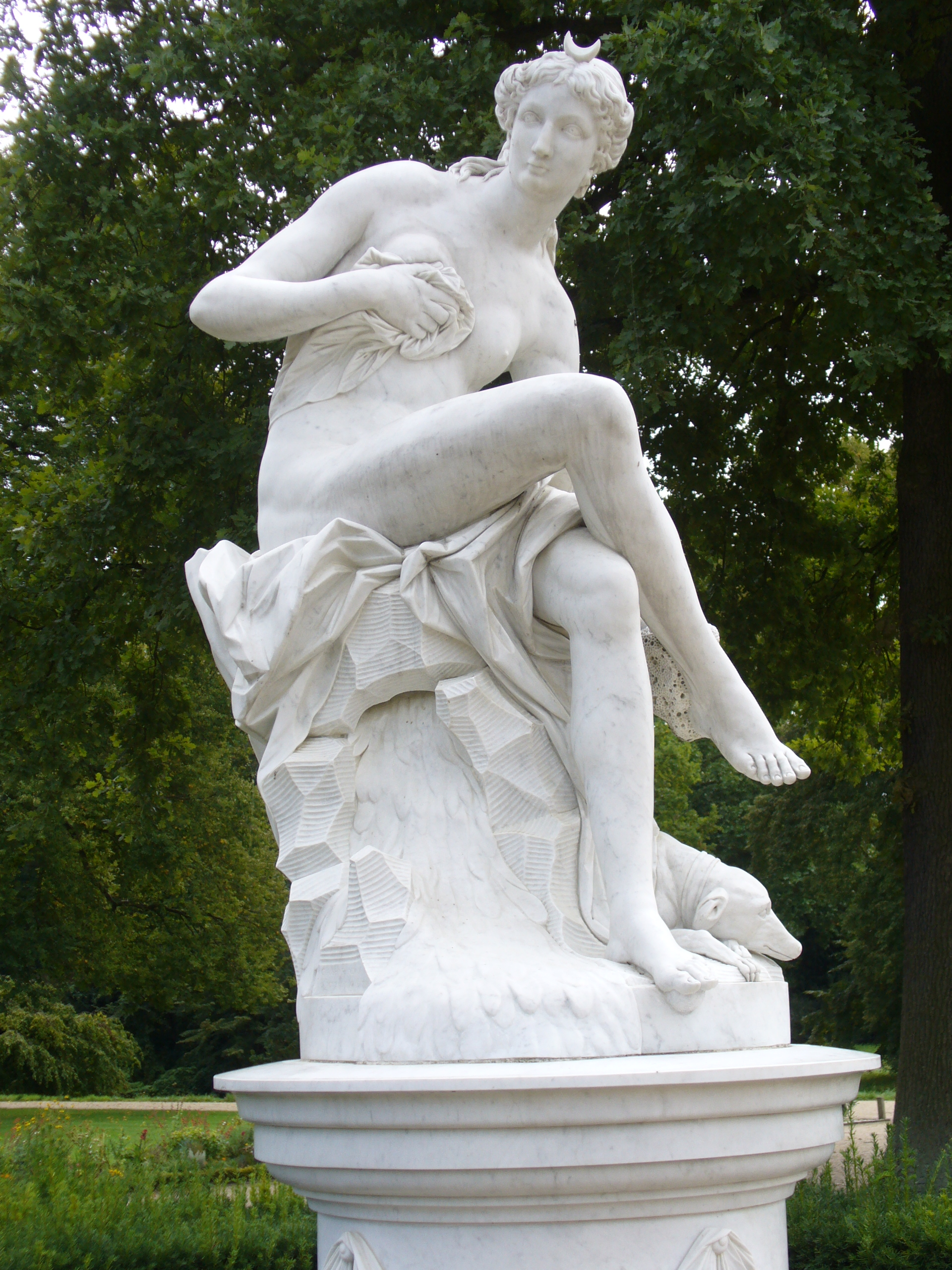
Diana (copia), 1753

Il suo ritorno in Francia coincise con la volontà del re Federico II di Prussia di trovare uno scultore che lavorasse alla decorazione della sua residenza estiva, il palazzo di Sanssouci nei pressi di Potsdam. François Gaspard si guadagnò il titolo di primo scultore e aprì il proprio studio nei pressi del castello di Berlino nel 1747. Dal 1747, mise su una squadra di artisti che nel 1748 comprendeva Thomas Michel, Louis Fontaine, Matteo Girola e Felice Coscia. Le sue prime commissioni reali furono le statue di Lucrezio e il suo riscontro femminile La voluttà, dei soggetti scelti da Federico II per onorare la filosofia epicurea. Tra il 1749 e il 1750, egli realizzò due gruppi ritraenti Flora e Zefiro e una Cleopatra con amorino in lutto per la terrazza del castello.
Il grande progetto per la decorazione del giardino del castello prese forma a partire dal 1747, quando Federico II fece portare dalla Francia un insieme di sculture realizzate da Lambert-Sigisbert Adam e Jean-Baptiste Pigalle, dei doni del re Luigi XV. Le opere arrivarono nel marzo del 1750, e influenzarono quelle di François Gaspard. Queste ultime, ritraenti degli dèi dell'Olimpo, il Fuoco e la Terra, erano destinate a circondare un Trionfo di Teti.
Nel 1755, nonostante questo progetto di decorazione scultorea attorno al gran bacino non fosse ancora finito, Federico II commissionò a François Gaspard un monumento in onore del cancelliere Samuel von Cocceji. Tuttavia, la guerra dei sette anni impedì il completamento dell'opera. Nel 1759, Federico II commissionò due statue marmoree di Kurt Christoph Graf von Schwerin e Hans Karl von Winterfeld, morti rispettivamente nelle battaglie di Praga e di Moys, per la Wilhelmplatz di Berlino. Tuttavia, François Gaspard ritornò a Parigi all'inizio del 1761, dove si spense il 18 agosto di quell'anno. Molte delle sue opere rimaste incompiute furono terminate da suo nipote, Sigisbert-François Michel.
Si era sposato (l'atto di matrimonio risale all'8 luglio del 1751) con Anne-Charlotte Gervaise, assieme alla quale ebbe una sola figlia: Madeleine-Catherine-Gasparine Adam (Berlino, 1752 circa - Parigi, 23 décembre 1793), sposatasi con Louis-François II Gravant tramite un contratto di matrimonio del 7 luglio del 1768, poi celebrato il 19 luglio del 1768 nella chiesa di San Severino a Parigi.

## Opere

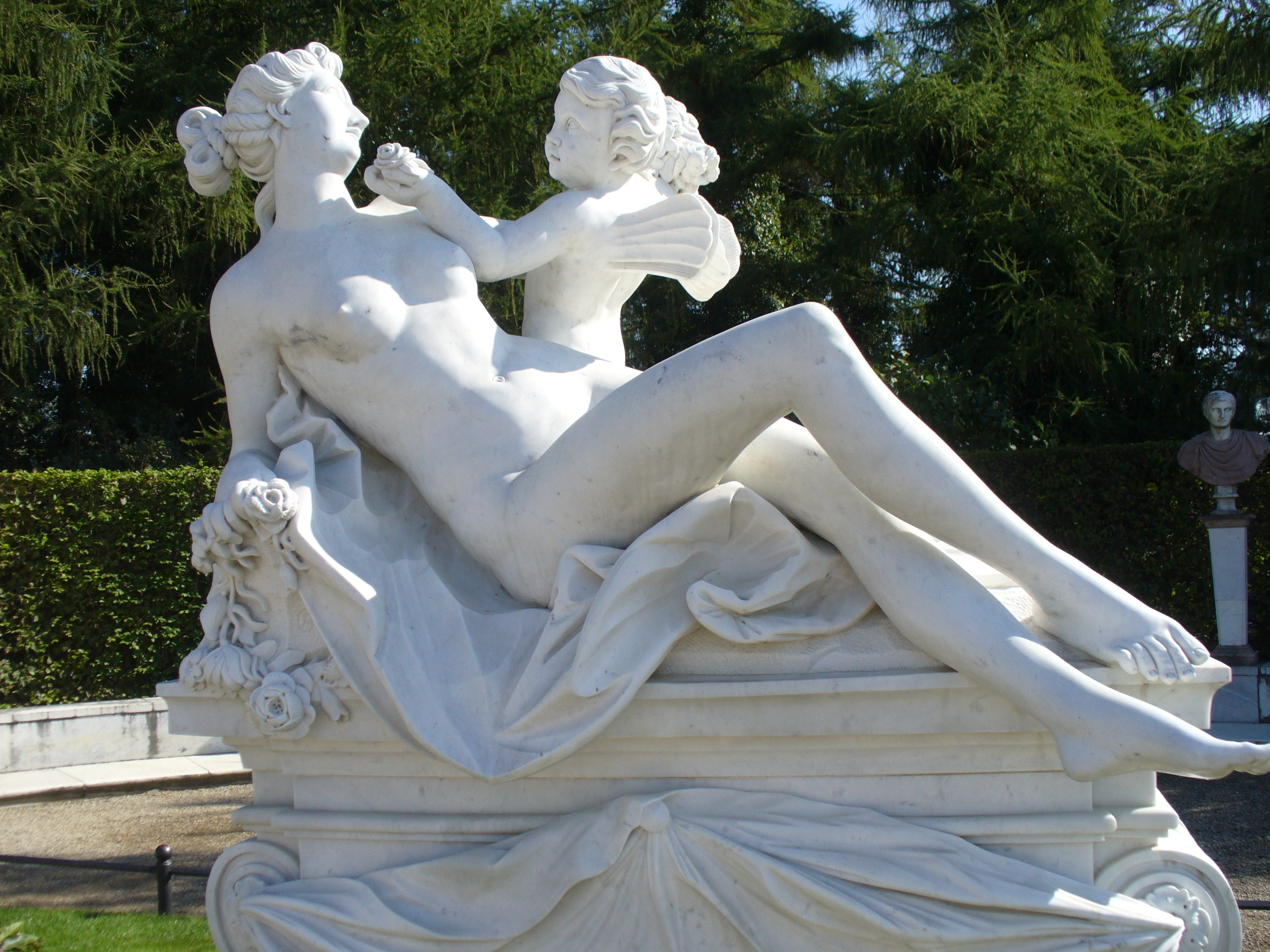
Flora e Zefiro (copia), 1749

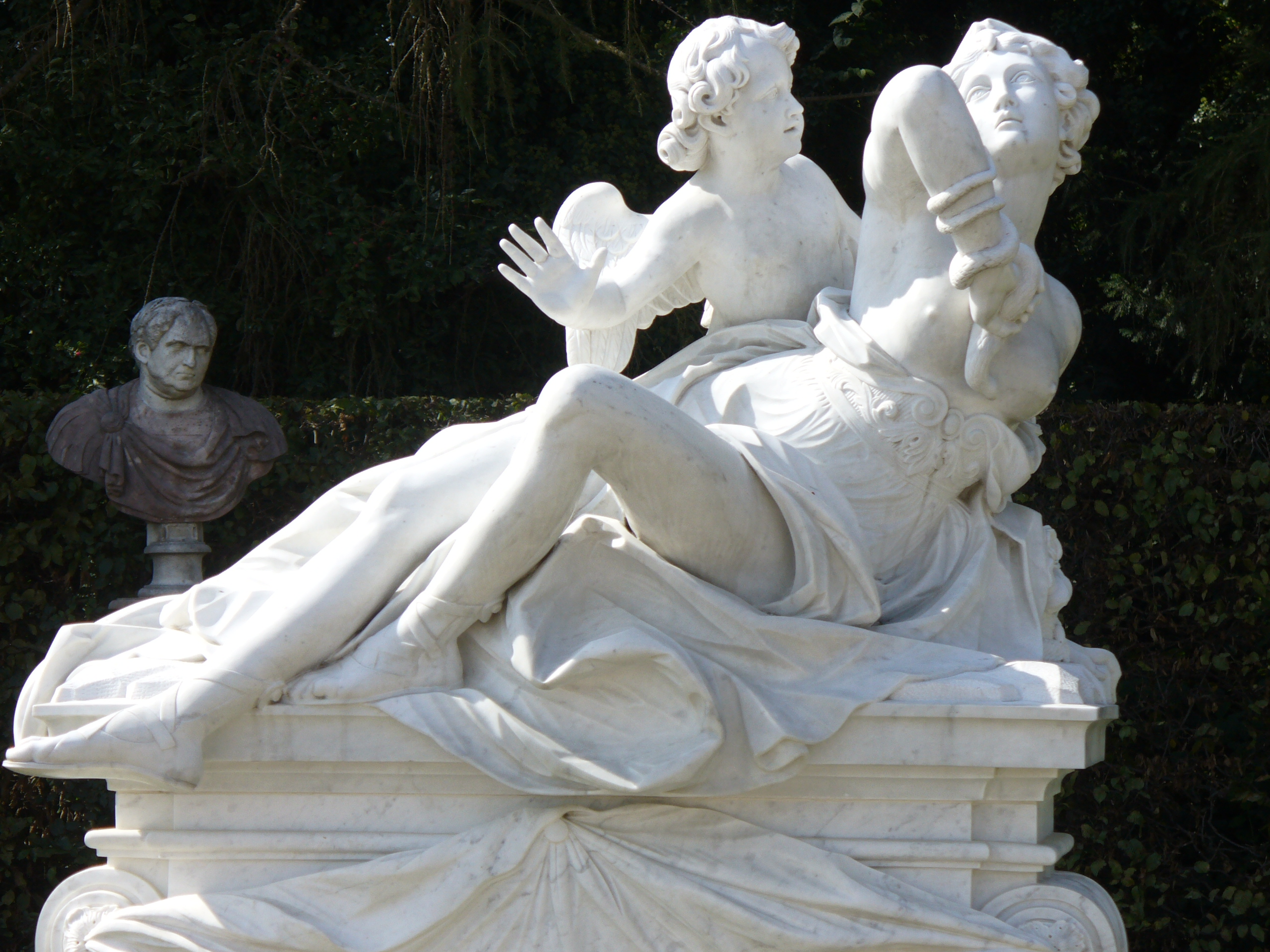
Cleopatra con amorino in lutto (copia), 1750

- La voluttà (anche nota come Venus coelestis), 1748, marmo, 187 x 82 x 53 cm, Potsdam, palazzo di Sanssouci.
- Lucrezio (anche noto come Apollo), 1748, marmo, 182 x 82 x 62 cm, Potsdam, palazzo di Sanssouci.
- Flora e Zefiro, 1749, marmo, 106 x 142 x 84 cm, Potsdam, palazzo di Sanssouci.
- Cleopatra con amorino in lutto, 1750, marmo, 105 x 149 x 96 cm, Potsdam, palazzo di Sanssouci.
- Samuel von Cocceji, 1765 (finito da Sigisbert François Michel), marmo, 95 x 71 x 48 cm, Berlino, Kammergericht.
- Kurt Christoph Graf von Schwerin, 1769 (finito da Sigisbert-François Michel), marmo, 250 x 125 x 100 cm, Berlino, Bode-Museum.

### Progetto per il Gran Bacino del parco di Sanssouci
- Apollo, 1752, marmo, 188 x 81 x 94 cm, Potsdam, palazzo di Sanssouci.[7]
- Diana, 1753, marmo, 173 x 91 x 92 cm, Potsdam, palazzo di Sanssouci.[7]
- Giunone, 1753, marmo, 185 x 82 x 92 cm, Potsdam, palazzo di Sanssouci.[7]
- Giove, 1754, marmo, 184 x 81 x 85 cm, Potsdam, palazzo di Sanssouci.[8]
- Il fuoco (Venere e Vulcano), 1756, marmo, 240 x 124 x 106 cm, Potsdam, palazzo di Sanssouci.[8]
- La terra (Cerere e Triptolemo), 1758, marmo, 241 x 112 x 121 cm, Potsdam, palazzo di Sanssouci.[7]
- Minerva, 1760, marmo, 183 x 86 x 85 cm, Potsdam, palazzo di Sanssouci.[7]
- Marte, 1764 (finito da Sigisbert-François Michel), marmo, 183 x 92 x 96 cm, Potsdam, palazzo di Sanssouci.